# El artista y la modelo
El artista y la modelo es una película española de 2012 dirigida por Fernando Trueba y coescrita por Jean-Claude Carrière. 
En septiembre de 2012 es presentada en la Sección Oficial del Festival Internacional de Cine de San Sebastián, habiendo sido, además, una de las tres preseleccionadas para los Premios Óscar en la categoría de Mejor película de habla no inglesa.

## Argumento
Verano de 1943, en un lugar de la Francia ocupada, no lejos de la frontera española, vive un viejo y afamado escultor, cansado de la vida y de la locura de los hombres. Sin embargo, con la llegada de una joven española que se ha fugado de un campo de refugiados y que le servirá de musa, renace en él el deseo de volver a trabajar y esculpir su última obra. En el taller de la montaña, mientras trabajan, modelo y artista hablan con sencillez de cuanto les rodea.

## Ficha artística
- Jean Rochefort ...Marc Cros
- Aida Folch ... Mercè
- Claudia Cardinale ... Léa
- Götz Otto ... Werner
- Chus Lampreave ... María
- Christian Sinniger ... Émile
- Martin Gamet ... Pierre
- Mateo Deluz ... Henri

## Palmarés cinematográfico
Festival Internacional de Cine de San Sebastián 2012
| Categoría                         | Persona         | Resultado |
| --------------------------------- | --------------- | --------- |
| Concha de Plata al mejor director | Fernando Trueba | Ganador   |

XXVII edición de los Premios Goya
| Categoría                     | Persona                                                 | Resultado |
| ----------------------------- | ------------------------------------------------------- | --------- |
| Mejor película                | Mejor película                                          | Nominada  |
| Mejor director                | Fernando Trueba                                         | Nominado  |
| Mejor actriz protagonista     | Aida Folch                                              | Nominada  |
| Mejor actor protagonista      | Jean Rochefort                                          | Nominado  |
| Mejor actriz de reparto       | Chus Lampreave                                          | Nominada  |
| Mejor guion original          | Fernando Trueba Jean-Claude Carrière                    | Nominados |
| Mejor fotografía              | Daniel Vilar                                            | Nominado  |
| Mejor montaje                 | Marta Velasco                                           | Nominada  |
| Mejor dirección artística     | Pilar Revuelta                                          | Nominada  |
| Mejor dirección de producción | Angélica Huete                                          | Nominada  |
| Mejor diseño de vestuario     | Lala Huete                                              | Nominada  |
| Mejor maquillaje y peluquería | Noé Montes Sylvie Imbert                                | Nominados |
| Mejor sonido                  | Eduardo García Castro Nacho Royo-Villanova Pierre Gamet | Nominados |

- El Premio Borau-RAE, en su primera edición, correspondiente a 2014, fue concedido al guion de la película El artista y la modelo, cuyos autores son Fernando Trueba y Jean-Claude Carrière.